# Colydium bicoloratum
Colydium bicoloratum is een keversoort uit de familie somberkevers (Zopheridae). De wetenschappelijke naam van de soort werd in 1925 gepubliceerd door Willis Stanley Blatchley.